# Тироло
Тироло (итал. Tirolo) је насеље у Италији у округу Болцано, региону Трентино-Јужни Тирол.
Према процени из 2011. у насељу је живело 1149 становника. Насеље се налази на надморској висини од 600 м.

## Становништво
Према резултатима пописа становништва 2011. у општини је живело 2.450 становника.
| 1931. | 1936. | 1951. | 1961. | 1971. | 1981. | 1991. | 2001. | 2011. |
| ----- | ----- | ----- | ----- | ----- | ----- | ----- | ----- | ----- |
| 1.913 | 1.853 | 1.757 | 1.724 | 2.010 | 2.080 | 2.237 | 2.356 | 2.450 |